# Viet film
Viet-film je označení pro filmová díla, která tematizují zkušenosti vietnamské diaspory, a to z pohledu jejích samotných příslušníků. Typicky vznikají v prostředí, kde Vietnamci žijí jako menšina. V kontextu české kinematografie představuje viet-film specifickou formu kulturní výpovědi, která nabízí autentický pohled na život vietnamské menšiny v České republice.
Za první český vietnamský film (viet-film) je považován snímek Letní škola, 2001 (2025) režiséra Dužana Duonga, člena vietnamské komunity žijící v Česku. Film představuje milník české kinematografie – jako první dává hlas vietnamské menšině „zevnitř“, nikoli optikou většinové společnosti. Natočený převážně ve vietnamštině, reflektuje témata, která skutečně rezonují uvnitř komunity, a přináší autentickou výpověď o její životní realitě v českém prostředí.